# Garland (Wyoming)
Garland és una concentració de població designada pel cens dels Estats Units a l'estat de Wyoming. Segons el cens del 2000 tenia 95 habitants.

## Demografia
Segons el cens del 2000, Garland tenia 95 habitants, 43 habitatges, i 28 famílies. La densitat de població era d'11,9 habitants/km².
Dels 43 habitatges en un 18,6% hi vivien nens de menys de 18 anys, en un 58,1% hi vivien parelles casades, en un 4,7% dones solteres, i en un 32,6% no eren unitats familiars. En el 25,6% dels habitatges hi vivien persones soles el 16,3% de les quals corresponia a persones de 65 anys o més que vivien soles. El nombre mitjà de persones vivint en cada habitatge era de 2,21 i el nombre mitjà de persones que vivien en cada família era de 2,69.
Per edats la població es repartia de la següent manera: un 18,9% tenia menys de 18 anys, un 7,4% entre 18 i 24, un 15,8% entre 25 i 44, un 33,7% de 45 a 60 i un 24,2% 65 anys o més.
L'edat mediana era de 48 anys. Per cada 100 dones de 18 o més anys hi havia 108,1 homes.
La renda mediana per habitatge era de 26.250 $ i la renda mediana per família de 75.246 $. Els homes tenien una renda mediana de 0 $ mentre que les dones 0 $. La renda per capita de la població era de 24.333 $. Cap de les famílies i el 28,8% de la població estaven per davall del llindar de pobresa.

## Poblacions més properes
El següent diagrama mostra les poblacions més properes.